# Louise Labé
Louïze Charly Labé o Louise Labé (anomenada La Belle Cordière o La Bella Cordonera), Lió, 1524-Parcieux-en-Dombes, 25 d'abril de 1566, fou una poeta francesa.

## Biografia
Filla de Pierre Charly, un ric cordoner, i d'Étiennette Roybet, Louise va rebre una educació refinada per a la seva època, consistent en llatí, italià, música, equitació i fins i tot esgrima. Bonica i independent, als setze anys (1542) es va disfressar d'home i sota el sobrenom de «capità Loyz» va acompanyar un dels seus amants al setge de Perpinyà i va arribar a prendre part en els combats. Anys després, novament transvestida, va participar en un torneig d'esgrima a Lió.
El 1550 va resoldre casar-se amb Ennemond Perrin, cordoner i ric com el seu pare, d'on li va venir el sobrenom de «Bella Cordonera». A la seva mansió va realitzar grandioses recepcions per a la societat burgesa de l'època i, a la mort del marit (al voltant del 1560), va tornar a tenir incomptables aventures amoroses (encara que, entre les seves conquestes, sigui conegut només el nom del poeta Olivier de Magny).
La principal obra de Louise Labé és el Débat de Folie et d'Amour ('Debat de la bogeria i de l'amor'), de 1555: conté 24 sonets, i hi defensa una pauta «feminista»: dret de les dones a l'educació, a la llibertat de pensament i l'elecció de companys. Se segueixen les tres Élégies ('Elegies'), el mateix any. Les obres, que expressen una «passió sensual i ardent», van ser inspirades en el model de l'època, Petrarca; però a més del gran rigor formal, destaquen d'entre les obres contemporànies pel seu ardor, la seva espontaneïtat i per la sinceritat amb què són expressats els sentiments. Encara que perseguida per diversos reaccionaris, va ser saludada pels seus companys poetes de l'època com una nova Safo, fama notable per a una poeta amb tan pocs treballs publicats.

### El pensament de Louise Labé
Paràgraf d'una carta enviada per Louise Labé a una amiga, mademoiselle Clemence de Bourges, a Lió, el 24 de juliol de 1555, on la «Bella Cordonera» defensa alguns dels seus punts de vista:
| « | És arribat el temps, Mademoiselle, en què les lleis inflexibles dels homes no han d'impedir més a les dones de dedicar-se a les ciències i disciplines; em sembla que aquelles que siguin capaces aniran a emprar aquesta honrada llibertat, la qual el nostre sexe en altres temps tant desitjava, a estudiar aquestes coses i mostrar als homes el mal que van causar en privar-nos del benefici i de l'honra en l'avenir. I si algú arriba a l'etapa en què sigui capaç de posar les seves idees en el paper, hauria de fer-ho amb molt d'intel·lecte i no hauria de menysprear la glòria, però adornar-se amb ella abans que amb collarets, anells i robes sumptuoses, les quals no podem considerar realment com a nostres excepte pel costum. Però l'honra que el coneixement ens portarà no ens pot ser presa –ni per l'astúcia d'un lladre, ni per la violència d'enemics, ni per la durada del temps. | » |

## Connexió discutida amb «la Belle Cordière»
Des del 1584, el nom de Louise Labé va ser associat amb una cortesana anomenada «la Belle Cordière» (descrita per primer cop per Philibert de Vienne el 1547; l'associació amb Labé va ser solidificada per Antoine Du Verdier el 1585).
Aquesta cortesana era una «figura folklòrica» i controvertida durant la seva pròpia vida. El 1557 una cançó popular sobre el comportament escandalós de La Cordière va ser publicat a Lió, i el 1560 Joan Calví va citar el seu transvestisme i va anomenar-la plebeia meretrix o puta comuna.
El debat sobre si Labé era o no una cortesana va començar al segle xvi, i ha continuat fins al dia present. Tanmateix, en dècades recents, el focus d'atenció dels crítics s'ha centrat en les seves obres literàries.

## La hipòtesi Huchon
En el 2006, l'eminent professora de la Sorbonne Mireille Huchon va publicar un llibre intitulat Louise Labé: une créature de papier (Droz), on manté que Louise Labé era una creació imaginària dels poetes lionesos Maurice Scève, Olivier de Magny, Claude de Taillemont, Jacques Peletier du Mans, Guillaume des Autels i d'altres, i de l'editor Jean de Tournes.
Tanmateix, altres crítics no estan d'acord amb el punt de vista d'Huchon. El debat és al carrer.

## Obres
- Débat de Folie et d'Amour (1555)
- Élégies (1555)